# Burgos (provins)
 For alternative betydninger, se Burgos (flertydig). (Se også artikler, som begynder med Burgos)
Burgos er en provins i den nordøstlige del af den spanske autonome region Castilien og Leon i den nordlige del af Spanien. Den grænser til provinserne Palencia, Cantabrien, Bizkaia, Álava, La Rioja, Soria, Segovia og Valladolid. Hovedstaden er byen Burgos.
Provinsen har et areal på 14.292 km² og omkring 375.000 indbyggere. Omkring halvdelen bor i provinshovedstaden. De eneste større byer ud over Burgos er Miranda de Ebro og Aranda de Duero. Mange af de 371 kommuner i provinsen har færre end 100 indbyggere.